# 달 (시간)
달은 시간의 단위로서, 근사적으로 달이 지구를 한 바퀴 도는 데 걸리는 시간이다. 정확하게는 각 월마다 28, 30, 31일이 모여서 한 달이 된다. 역사적으로는 달이 도는 데 따른 모양의 변화에 따라 달을 매겼다.

## 달력별 달

### 그레고리오와 율리우스 달력
현재 가장 많이 쓰는 그레고리오와 율리우스 달력으로 한 달은 다음과 같이 센다.
30일을 기준으로 하면, 12개월은 360일이 된다. 이 값은 지구의 공전주기인 365.2422일과 약 5일의 차이가 발생한다.
이 5일을 상반기와 하반기에 나누어, 상반기는 홀수월에, 하반기는 짝수월에 더해준다.
이 경우 1일이 모자라게 되는데, 이 모자란 1일을 2월에서 빼 준다. 2월에서 빼는 이유는 일년이 12개월로 나뉘기 이전 10개월로 나누었는데, 지금의 3월을 한해의 시작으로 1월로 정했었기에, 한해의 마지막부분에서 1일을 빼서 모자라는 하루를 채워준다.
이후 율리우스 시저가 자신의 생일인 달을 1일을 추가하기로 하고, 같은 방식으로 2월에서 1일을 더 빼서 7월에 더해준다.
윤년도 지구의 공전주기와 1년의 길이사이의 오차인 0.2422일을 보정하기 위해서 만들어 졌고, 매 4년 마다 이 오차를 보정하기 위해서 1일을 더해준다. 더해주는 위치 역시 2월이 되었다.
| 월 이름 | 일수                    |
| ------- | ----------------------- |
| 1월     | 31일                    |
| 2월     | 28일 (평년) 29일 (윤년) |
| 3월     | 31일                    |
| 4월     | 30일                    |
| 5월     | 31일                    |
| 6월     | 30일                    |
| 7월     | 31일                    |
| 8월     | 31일                    |
| 9월     | 30일                    |
| 10월    | 31일                    |
| 11월    | 30일                    |
| 12월    | 31일                    |

### 이슬람력
이슬람력에는 12개월이 있다. 이름은 아래와 같다:
1. 무하람 (Restricted/sacred) محرّم
2. 사파르 (Empty/Yellow) صفر
3. 라비 알아우왈/Rabi' I (First Spring) ربيع الأول
4. 라비 알타니/Rabi' al-Aakhir/Rabi' II (Second spring or Last spring) ربيع الآخر أو ربيع الثاني
5. 주마다 알아우왈/Jumaada I (First Freeze) جمادى الأول
6. Jumada ath-Thānī or Jumādā al-Thānī/Jumādā II (Second Freeze or Last Freeze) جمادى الآخر أو جمادى الثاني
7. 라자브 (To Respect) رجب
8. 샤아반 (To Spread and Distribute) شعبان
9. 라마단 (Parched Thirst) رمضان
10. 샤우왈 (To Be Light and Vigorous) شوّال
11. 두 알카이다 (The Master of Truce) ذو القعدة
12. 두 알히자 (The Possessor of Hajj) ذو الحجة

### 아라비아 달력
| 그레고리력 | 그레고리력 | 아라비아력   | 아라비아력       |
| ---------- | ---------- | ------------ | ---------------- |
| 1월        | يناير      | كانون الثاني | Kanun Al-Thani   |
| 2월        | فبراير     | شباط         | Shebat           |
| 3월        | مارس       | اذار         | Adhar            |
| 4월        | ابريل      | نيسان        | Nisan            |
| 5월        | مايو       | أيّار         | Ayyar            |
| 6월        | يونيو      | حزيران       | Ḩazayran         |
| 7월        | يوليو      | تمّوز         | Tammuz           |
| 8월        | أغسطس      | اَب           | ʕAb              |
| 9월        | سبتمبر     | أيلول        | Aylul            |
| 10월       | أكتوبر     | تشرين الأول  | Tishrin Al-Awwal |
| 11월       | نوفمبر     | تشرين الثاني | Tishrin Al-Thani |
| 12월       | ديسمبر     | كانون الأول  | Kanun Al-Awwal   |

## 손등으로 달 세는 법
주먹을 쥐었을 때 볼록 나온 부분과 오목 들어간 부분으로 달을 센다. 위 그림을 예로 든다면, 맨 왼쪽에 볼록 나온 부분(왼쪽 새끼손가락)은 1월로 큰달, 곧 한 달이 31일인 달이다. 그 오른쪽의 오목한 부분(왼쪽 새끼손가락과 약지 사이)은 2월로 작은달, 곧 한 달이 31일이 아닌 달이다. 다시 그 오른쪽으로 세면서, 볼록 나온 부분은 큰달로 세고, 오목 들어간 부분은 작은달로 센다. 그렇게 세면 7월 다음에 오는 8월도 큰달로 셀 수 있다.

## 같이 보기
- 마야 달력
- 중국력
- 에티오피아력
- 태음월
- 아시리아력